# Love,Fate,Love
『Love,Fate,Love』（ラブ・フェイト・ラブ）は、テレビアニメ『Φなる・あぷろーち』のキャラクターソング・アルバム。2004年11月26日にランティスから発売された。

## 概要
テレビアニメのエンディングテーマと、主要キャラクターによるキャラクターソング4曲、および各キャラクターのモノローグを収録している。

## 収録曲
1. Love,Fate,Love [4:40]
歌：橋本みゆき
作詞・作曲：橋本みゆき／編曲：景家淳
テレビアニメエンディングテーマ
2. 100% Smile Juice [3:47]
歌：益田西守歌（野川さくら）
作詞：コトワカナデ／作曲・編曲：太田雅友
3. follow you… [3:34]
歌：水原明鐘（松来未祐）
作詞：コトワカナデ／作曲・編曲：太田雅友
4. DREAM COME TRUE 〜夢の途中〜 [3:20]
歌：守屋美紀（田村ゆかり）
作詞：くみはし佑／作曲・編曲：太田雅友
5. 気まぐれロマンス [4:41]
歌：陸奥笑穂（たかはし智秋）
作詞：コトワカナデ／作曲・編曲：太田雅友
6. 出せなかった手紙 〜益田西守歌 
セリフ：益田西守歌（野川さくら）
7. 私の気持ちは・・・変わらないよ 〜水原明鐘
セリフ：水原明鐘（松来未祐）
8. 夢はかなえるもの 〜守屋美紀
セリフ：守屋美紀（田村ゆかり）
9. もうひとつの可能性 〜陸奥笑穂
セリフ：陸奥笑穂（たかはし智秋）
10. 精一杯の答え 〜芽生百合佳
セリフ：芽生百合佳（皆口裕子）